# Didier Auriol
Didier Auriol (rođen 18. kolovoza 1958.) je francuski vozač reli autoutrka, prvi svjetski prvak u reliju iz svoje zemlje. Po zanimanju vozač vozila hitne medicinske pomoći, poznat je postao kao svjetski prvak u reliju 1994. Nastupa je na utrkama Svjetskog prvenstva u reliju od sezone 1984. do 2005. U svojoj karijeri zabilježio je ukupno 152 nastupa na WRC utrkama, od toga je na 20 utrka pobijedio, a 53 utrke završio je na pobjedničkom podiju. Najviše uspjeha je imao na Reliju Korzika (Tour de Corse - Rallye de France) gdje je zabilježio 6 pobjeda (1988., 1989., 1990., 1992., 1994., 1995.) ukljućujući i svoju prvu u WRC karijeri. 
Svjetski prvak je postao u automobilu Toyota Celica GT-Four ST185. 